# Fox H-Funktion

Plot of the Fox H function H((((a 1,α 1),...,(a n,α n)),((a n+1,α n+1),...,(a p,α p)),(((b 1,β 1),...,(b m,β m)),in ((b m+1,β m+1),...,(b q,β q))),z) with H((,),(((-1,½)),),z)

In der Mathematik ist die Fox H-Funktion {\displaystyle H(x)} eine Verallgemeinerung der Meijer G-Funktion und der Fox–Wright Funktion, eingeführt von Charles Fox (1961).
Die die Definition ist gegeben durch ein Mellin–Barnes-Integral
{\displaystyle H_{p,q}^{\,m,n}\!\left[z\left|{\begin{matrix}(a_{1},A_{1})&(a_{2},A_{2})&\ldots &(a_{p},A_{p})\\(b_{1},B_{1})&(b_{2},B_{2})&\ldots &(b_{q},B_{q})\end{matrix}}\right.\right]={\frac {1}{2\pi i}}\int _{L}{\frac {\prod _{j=1}^{m}\Gamma (b_{j}+B_{j}s)\,\prod _{j=1}^{n}\Gamma (1-a_{j}-A_{j}s)}{\prod _{j=m+1}^{q}\Gamma (1-b_{j}-B_{j}s)\,\prod _{j=n+1}^{p}\Gamma (a_{j}+A_{j}s)}}z^{-s}\,ds,}
wobei {\displaystyle L} ein bestimmter Weg ist, der die Pole der beiden Faktoren im Zähler trennt.

## Beziehung zu anderen Funktionen

### Lambertsche W-Funktion
Eine Relation der Fox H-Funktion zu den Zweig -1 der Lambertschen W-Funktion ist gegeben durch
{\displaystyle {\overline {\operatorname {W} _{-1}\left(-\alpha \cdot z\right)}}={\begin{cases}\lim _{\beta \to \alpha ^{-}}\left[{\frac {\alpha ^{2}\cdot \left(\left(\alpha -\beta \right)\cdot z\right)^{\frac {\alpha }{\beta }}}{\beta }}\cdot \operatorname {H} _{1,\,2}^{1,\,1}\left({\begin{matrix}\left({\frac {\alpha +\beta }{\beta }},\,{\frac {\alpha }{\beta }}\right)\\\left(0,\,1\right),\,\left(-{\frac {\alpha }{\beta }},\,{\frac {\alpha -\beta }{\beta }}\right)\\\end{matrix}}\mid -\left(\left(\alpha -\beta \right)\cdot z\right)^{{\frac {\alpha }{\beta }}-1}\right)\right],\,{\text{falls}}\left|z\right|<{\frac {1}{e\left|\alpha \right|}}\\\lim _{\beta \to \alpha ^{-}}\left[{\frac {\alpha ^{2}\cdot \left(\left(\alpha -\beta \right)\cdot z\right)^{-{\frac {\alpha }{\beta }}}}{\beta }}\cdot \operatorname {H} _{2,\,1}^{1,\,1}\left({\begin{matrix}\left(1,\,1\right),\,\left({\frac {\beta -\alpha }{\beta }},\,{\frac {\alpha -\beta }{\beta }}\right)\\\left(-{\frac {\alpha }{\beta }},\,{\frac {\alpha }{\beta }}\right)\\\end{matrix}}\mid -\left(\left(\alpha -\beta \right)\cdot z\right)^{1-{\frac {\alpha }{\beta }}}\right)\right],\,{\text{andernfalls}}\\\end{cases}}}
wobei {\displaystyle {\overline {z}}} das komplex-konjugierte von {\displaystyle z} ist.

### Meijer G-Funktion
Vergleich zur Meijer G-Funktion
{\displaystyle G_{p,q}^{\,m,n}\!\left(\left.{\begin{matrix}a_{1},\dots ,a_{p}\\b_{1},\dots ,b_{q}\end{matrix}}\;\right|\,z\right)={\frac {1}{2\pi i}}\int _{L}{\frac {\prod _{j=1}^{m}\Gamma (b_{j}-s)\,\prod _{j=1}^{n}\Gamma (1-a_{j}+s)}{\prod _{j=m+1}^{q}\Gamma (1-b_{j}+s)\,\prod _{j=n+1}^{p}\Gamma (a_{j}-s)}}\,z^{s}\,ds.}
Der Spezialfall, für welchen die Fox H-Funktion zur Meijer G-Funktion reduziert wird, ist bei {\displaystyle A_{j}=B_{k}=C,C>0} für {\displaystyle j=1\ldots p} und {\displaystyle k=1\ldots q}.
{\displaystyle H_{p,q}^{\,m,n}\!\left[z\left|{\begin{matrix}(a_{1},C)&(a_{2},C)&\ldots &(a_{p},C)\\(b_{1},C)&(b_{2},C)&\ldots &(b_{q},C)\end{matrix}}\right.\right]={\frac {1}{C}}G_{p,q}^{\,m,n}\!\left(\left.{\begin{matrix}a_{1},\dots ,a_{p}\\b_{1},\dots ,b_{q}\end{matrix}}\;\right|\,z^{1/C}\right).}
Eine Verallgemeinerung der Fox H-Funktion ist geben von Ram Kishore Saxena und Innayat Hussain AA (1987). Für eine weitere Verallgemeinerung, welche sich in der Physik und Statistik als nützlich erweisen wie A.M.Mathai und Ram Kishore Saxena zeigten, siehe Rathie (1997).